# Jóhannesson
Jóhannesson ist ein isländischer Name.

## Herkunft und Bedeutung
Jóhannesson ist ein Patronym und bedeutet „Sohn des Jóhannes“. Die weibliche Entsprechung ist Jóhannesdóttir („Tochter des Jóhannes“).

## Namensträger
- Alexander Jóhannesson (1888–1965), isländischer Linguist und Rektor der Universität Island
- Benedikt Jóhannesson (* 1955), isländischer Unternehmer und Politiker
- Bjarki Jóhannesson (* 1996), isländischer Eishockeyspieler
- Guðni Th. Jóhannesson (* 1968), isländischer Historiker, seit 2016 Präsident Islands
- Helgi Jóhannesson (* 1982), isländischer Badmintonspieler
- Ísak Jóhannesson (* 2003), isländischer Fußballspieler
- Jakob Jóhannesson (* 2000), isländischer Eishockeyspieler
- Jóhannes Jóhannesson (Politiker) (1866–1950), isländischer Politiker
- Jóhannes B. Jóhannesson (* 1973), isländischer Snookerspieler
- Jóhannes R. Jóhannesson (* 1974), isländischer Snookerspieler
- Jóhannes Haukur Jóhannesson (* 1980), isländischer Schauspieler
- Jón Jóhannesson (1909–1989), isländischer Badmintonspieler
- Jón Ásgeir Jóhannesson, Vorstandsvorsitzender des isländischen Konzerns Baugur Group
- Ólafur Jóhannesson (Politiker) (1913–1984), isländischer Politiker (Fortschrittspartei)
- Ólafur Jóhannesson, bekannt als Olaf de Fleur (* 1975), isländischer Filmproduzent und -regisseur
- Ólafur Davíð Jóhannesson (* 1957), isländischer Fußballtrainer
- Patrekur Jóhannesson (* 1972), isländischer Handballtrainer und ehemaliger Nationalspieler